# Hero (Schiff, 1936)
HMS Hero (H99) war ein Zerstörer der acht Zerstörer und einen Leader umfassenden H-Klasse der britischen Royal Navy im Zweiten Weltkrieg. Nach dem Kriegsbeginn übernahm die Royal Navy noch sechs sehr ähnliche Zerstörer, die auf britischen Werften für die brasilianische Marine in Bau waren.
Die Hero wurde bis Ende 1942 mit acht Battle Honours ausgezeichnet. Im Herbst 1943 wurde sie mit weiteren fünf älteren Zerstörern an die Royal Canadian Navy abgegeben, um als Chaudiere vorrangig in der Konvoi-Sicherung auf dem Nordatlantik eingesetzt zu werden. Der weitgehend verbrauchte Zerstörer wurde nach schweren Seeschäden Ende 1944 nicht mehr instand gesetzt und schließlich 1950 verschrottet.

## Geschichte des Schiffes
Die High Walker Werft von Vickers-Armstrong in Newcastle erhielt am 13. Dezember 1934 den Auftrag für zwei Schiffsrümpfe der neuen Klasse, die im Bauprogramm 1934 genehmigt worden waren. Eigentlicher Auftragnehmer war die benachbarte Parsons Marine Steam Turbine Co.in Wallsend-on-Tyne. Die Kiellegung der beiden Zerstörer mit den Baunummern 3 und 4 erfolgte am 28. Februar 1935. Die niedrige Baunummer war eine Folge der Übernahme der Firma Armstrong-Whitworth 1928 durch Vickers. Die neuen Besitzer wollten den Schiffbau künftig auf ihre Stammwerft in Barrow konzentrieren. Der 1913 in High Walker als Armstrong-Werft entstandene Schiffsbauplatz sollte nur in Ausnahmefällen noch Neubauten erstellen. Die volle Auslastung der Werft in Barrow hatte Vorrang. In High Walker entstanden bis 1929 73 Schiffe, darunter zum Beispiel das Schlachtschiff Nelson von 1922 bis 1927 (Baunummer 991). Die Baunummern der in High Walker entstandenen Schiffe hatten unter der Armstrong-Ägide keine eigene Nummernfolge. 1933/34 entstanden in High Walker schon die Schiffskörper der Zerstörer Fame und Firedrake, die bei der Parsons Marine Turbine Co. in Wallsend fertiggestellt wurden. Ab dem 1934 begonnenen Leichten Kreuzer Newcastle wurde der High Walker Yard endgültig eine Bauwerft des Vickers-Konzerns mit eigener Baunummernfolge.
Das Schiff lief am 10. März 1936 zusammen mit dem Schwesterschiff Hereward in High Walker vom Stapel. Den gleichzeitigen Bau zweier Zerstörerrümpfe nebeneinander hatte die Werft schon bei den genannten Firedrake und Fame betrieben und behielt diese Praxis bei ihren Vorkriegsbauten bei. Die Antriebsanlage wurde von Parsons hergestellt und eingebaut. In Dienst gestellt wurde die Hero am 23. Oktober 1936 als drittes Schiff der H-Klasse.

### Einsätze bei der Royal Navy
Der Zerstörer wurde zunächst gemeinsam mit der Mehrzahl seiner Schwesterschiffe in der 2. Zerstörerflottille im Mittelmeer mit Malta als Basis eingesetzt. Im Oktober 1939 verlegte die Hero mit den Schwesterschiffen Hardy, Hostile und Hasty zur „Force K“ in Freetown, die um den Flugzeugträger Ark Royal und den Schlachtkreuzer Renown gebildet wurde. Auch die Hereward stieß noch zum Verband, die am 5. November den durch ein Flugzeug der Ark Royal entdeckten deutschen Blockadebrecher Uhenfels (7603 BRT) noch vor seiner Selbstversenkung aufbringen konnte. Nach dem Gefecht vor der Mündung des Río de la Plata und dem Einlaufen der beschädigten Admiral Graf Spee in Montevideo am 13. Dezember wurde die „Force K“ zur Versorgung nach Rio de Janeiro geschickt und stieß am 17. zu dem Zerstörer-Verband mit Hardy, Hostile, Hasty und Hereward, der von Freetown über Pernambuco mit höchster Kraft zur La-Plata-Mündung gelaufen war.

Die Hero lief ebenfalls nach Pernambuco, dann aber wegen dringender Reparaturen nach Gibraltar. Da ein Werftaufenthalt notwendig war, sicherte sie den Konvoi OG 17F ab dem 7. Februar 1940 auf der Fahrt von Gibraltar nach Liverpool zusammen mit den Zerstörern Broke, Velox, Versatile, Winchester und der Sloop Enchantress, um dann in Portsmouth überholt zu werden.
Am 5. April stieß die Hero im Rahmen der Operation Wilfred zur Deckungsgruppe mit Schlachtkreuzer Renown und Zerstörern Hyperion, Greyhound und Glowworm vor Norwegen. Die Glowworm verlor in schwerem Sturm beim Versuch der Bergung eines über Bord gefallenen Matrosen den Anschluss, traf auf den Schweren Kreuzer Admiral Hipper und wurde am 8. der erste Zerstörerverlust der Royal Navy bei dem Versuch der Abwehr der deutschen Besetzung Norwegens. Hero und Hyperion täuschten die Verlegung einer Minensperre vor, während die Minenleger-Zerstörer Express, Esk, Icarus und Impulsive, gesichert von der 2. Zerstörer-Flottille mit Hardy, Havock, Hunter und Hotspur, bei Bodø eine echte Minensperre legten.
Nachdem deutsche Truppen im Rahmen des Unternehmens Weserübung von deutschen Zerstörern in Narvik gelandet worden waren, lief die Hero zusammen mit ihren Schwesterschiffen aus, um den Ofotfjord zu blockieren. Am ersten Angriff auf die deutschen Zerstörer in Narvik am 10. April durch die britische 2. Flottille mit Hardy, Hunter, Hotspur, Havock und Hostile, bei dem zwei verloren gingen und zwei schwer beschädigt wurden, nahm die Hero nicht teil. Sie gehörte dann als einziger Zerstörer der Flottille am 13. April 1940 zu dem Verband von insgesamt neun Zerstörern um das Schlachtschiff Warspite, der im Zweiten Seegefecht bei Narvik die verbliebenen acht deutschen Zerstörer außer Gefecht setzte.
Es folgten weitere Einsätze vor der norwegischen Küste bis zu ihrer Verlegung mit den Zerstörern Ilex, Hasty, Hereward und Havock Mitte Mai 1940 ins Mittelmeer in der Erwartung eines Kriegsbeitritts Italiens.
Im Mai 1940 wurden alle einsatzfähigen Schiffe der Flottille ins Mittelmeer verlegt, wo sie in Alexandria stationiert wurden. HMS Hero wurde zur Eskorte von Konvois herangezogen und nahm im Juli an der Seeschlacht bei Punta Stilo als Geleiter für die Schlachtschiffe teil. Nur wenige Tage später folgte die Seeschlacht bei Kap Spada, in der der italienische Leichte Kreuzer Bartolomeo Colleoni durch einen britischen Verband versenkt werden konnte, der vom Leichten Kreuzer HMAS Sydney angeführt wurde. Der von der Sydney in Brand geschossene italienische Kreuzer sank nach Torpedotreffern von Ilex und Hyperion. Die britischen Zerstörer (Havock, Hyperion, Hasty, Hero und Ilex) retteten 525 Mann der gesunkenen Colleoni. Das die Colleoni begleitende Schwesterschiff Giovanni dalle Bande Nere konnte nach Bengasi entkommen.
Im November wurde der Zerstörer zu einem Malta-Geleit herangezogen. Nach dem Ende der Geleitaufgabe griff die deckende Flotte einschließlich der Hero den süditalienischen Flottenstützpunkt Tarent mittels Torpedobombern vom Flugzeugträger Ark Royal an.
Nach einem weiteren Malta-Geleit war der Zerstörer bei der Evakuierung des griechischen Festlandes im April 1941 (Operation Demon) im Dauereinsatz. Nach einer weiteren Geleitaufgabe folgten Ende Mai/Anfang Juni ununterbrochene Einsätze im Rahmen der letztlich erfolglosen Versuche, die Insel Kreta gegen deutsche Landungsoperationen (Unternehmen Merkur) zu verteidigen und der anschließend notwendige Abtransport der alliierten Truppen. Dabei nahm HMS Hero den griechischen König Georg II. an Bord und brachte ihn nach Alexandria.

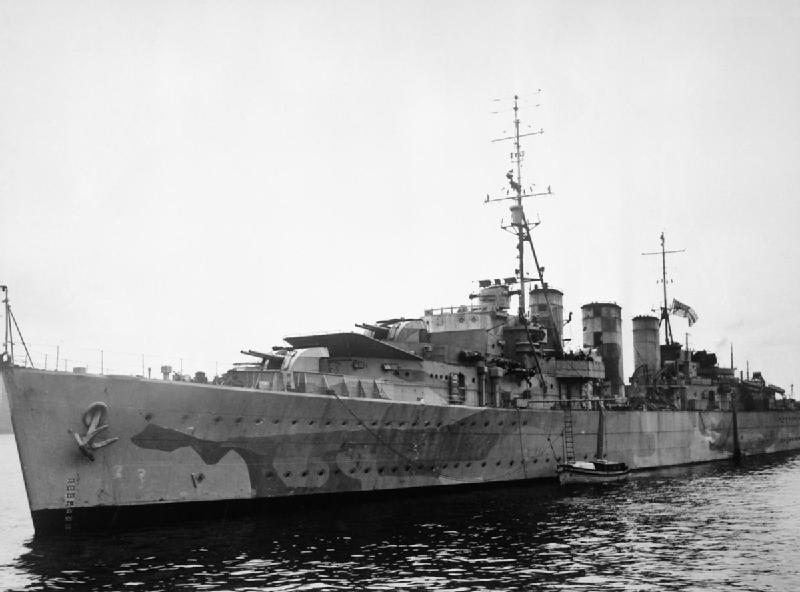
Die HMS Latona

Auch in der Folgezeit war der Zerstörer im östlichen und zentralen Mittelmeer eingesetzt. Bei einem Geleit von schnellen Versorgern zur belagerten Festung Tobruk wurde Hero am 25. Oktober 1941 durch Nahtreffer von Ju-87-Stukabombern des StG 3 beschädigt, als der als Transporter dienende Minenleger Latona versenkt wurde. Der Zerstörer war im März 1942 am Zweiten Seegefecht im Golf von Syrte beteiligt. In der Folgezeit konnte gemeinsam mit den Hunt-Zerstörern Hurworth und Eridge nordöstlich von Tobruk am 29. Mai 1942 U 568 versenkt werden.
Im Juni 1942 lief die HMS Hero wiederum bei einem großen Malta-Geleit als Konvoideckung aus (Operation Vigorous). Der nächste Erfolg gelang am 30. Oktober 1942, als gemeinsam mit den Zerstörern Pakenham und Petard, den Hunt-Zerstörern HMS Hurworth und Dulverton sowie einem Flugzeug im östlichen Mittelmeer U 559 versenkt werden konnte. Dabei wurden einige Geheimunterlagen erbeutet.
Als nächste größere Aufgabe wartete auf den Zerstörer im Februar 1943 ein großes Truppengeleit (Operation Pamphlet), mit dem 30.000 australische Soldaten auf den Passagierschiffen Queen Mary (80.774 BRT), Aquitania (45.647 BRT), Ile de France (42.050 BRT), Nieuw Amsterdam (36.287 BRT) und dem Hilfskreuzer Queen of Bermuda (22.575 BRT) aus dem Mittleren Osten zurück nach Australien gebracht wurden. Im Roten Meer und vor Aden wurden die Truppentransporter durch die Hero und die britischen Zerstörer Pakenham, Petard, den Geleitzerstörer Derwent sowie die griechische Vasilissa Olga gesichert, ehe die Kreuzer Devonshire und Gambia die Sicherung des Konvois auf der Querung des Indischen Ozeans übernahmen.

### Bei der Royal Canadian Navy
Am 15. November 1943 wurde das Schiff an die Royal Canadian Navy abgegeben und in Chaudiere umbenannt. Mit verstärkter U-Boot-Abwehr- und Flugabwehr-Bewaffnung wurde es in der Folgezeit zur Sicherung von Geleitzügen im Nordatlantik eingesetzt. Dabei war es am 5. März 1944 während der Sicherung des Konvois HX.280 in der „Escort Group C2“ auch an der Versenkung des deutschen U-Bootes U 744 gemeinsam mit den Zerstörern Icarus und Gatineau sowie weiteren Geleitern beteiligt.
Gegen die Gefahr deutscher U-Boot-Angriffe während der Invasion wurden spezielle Jagdgruppen neu gebildet. Die Chaudière kam zur 11th Escort Group mit den kanadischen Zerstörern Ottawa (II), Kootenay, St. Laurent und Gatineau. Bei drei Zerstörer-Gruppen und sieben Fregatten-Gruppen waren ab Anfang Juni 1944 meist mehrere Gruppen im Einsatz. In der Nacht zum 26. Juni versuchten drei deutsche Schnellboote von Alderney nach Dieppe durchzubrechen. Südlich von Selsey Bill werden sie von den Zerstörern Gatineau und Chaudière gestellt, die den auf sie gefeuerten Torpedos auswichen und S 145 mit ihrer Artillerie beschädigten. Die S-Boote gaben ihr Vorhaben auf und liefen nach St. Malo.
Im Einsatz gegen aus Norwegen neu eingetroffene U-Boote gelang der Chaudière zusammen mit der Ottawa (II) und Kootenay am 18. August nordwestlich von La Rochelle mit Hedgehog-Werfern die Versenkung von U 621 und zwei (zwölf) Tage später westlich von Brest die von U 984.

Im September verlegte die kanadische Gruppe dann zur Sicherung der nordwestlichen Zufahrtswege zu den britischen Inseln nach Londonderry und im Oktober nach Island. Im November wurde die Support Group eine Escort Group und geleitete den Konvoi ON 267 von Londonderry nach Halifax. Die nach Wetterschäden nur bedingt einsatzfähige Chaudiere lief mit, um in Kanada instand gesetzt zu werden. Bei der Neuorganisation der U-Boot-Abwehrkräfte Mitte Dezember 1944 sollte die „11th Escort Group“ im westlichen Atlantik verbleiben. Einsatzbereit waren nur Gatineau, Kootenay und Restigouche; neben der Chaudière konnten auch die Qu’Appelle, Ottawa (II), St. Laurent und Sasketchewan wegen Reparaturen oder routinemäßiger Werftliegezeit nicht eingesetzt werden.
Erst Ende Januar 1945 wurde mit den Reparaturen begonnen, die mit geringer Priorität bis in den Mai fortgesetzt wurden. Dann wurde entschieden, dass der Zustand des Schiffes keine weitere Reparatur lohne und am 17. August 1945 wurde die Chaudiere außer Dienst gestellt. 1948 konnte das Schiff an ein Abbruchunternehmen verkauft werden und im Laufe des Jahres 1950 wurde die ehemalige Hero in Cape Breton verschrottet.